# Semmé
Semmé est une localité du nord-est du Sénégal, située à proximité de la frontière avec la Mauritanie.

## Administration
Rattachée au département de Kanel, une subdivision de la région de Matam, Semmé a été érigée en commune en 1996.
Le 26 février 2008 est la date de l’ouverture officielle du Poste des douanes de Semmé.

## Géographie
Semmé se trouve dans la moyenne vallée du fleuve Sénégal, entre Matam et Bakel, un peu au sud-ouest de Waounde.
Les localités les plus proches sont Valel, Gassamberi, Oulde et Aoure, Waoundé, Polel Diaoubé.

## Population
Lors du recensement de 2002, Semmé comptait 4 492 habitants, 319 concessions et 392 ménages. En 2007, selon les estimations officielles, la population s'élève à 5 573 personnes.